# إثميا أسامية
إثميا أسامية (الاسم العلمي: Ethmia assamensis) هي نوع من الحشرات تتبع جنس الإثميا من فصيلة الألاشستيات.